# 门觉华珍
门觉华珍（藏語：མི་འགྱྱུར་དཔལ་སྒྒྲྲོན་，威利转写：mi 'gyur dpal sgron，1699年—1769年），或称空行母门觉华珍、门觉华珍仁波切、门觉华珍杰尊，藏传佛教人物，宁玛派敏珠林寺德达林巴尊者的女儿，相传为益西措嘉空行母的真实化身。

## 生平
1699年（藏历第十二绕迥土兔年），门觉华珍出生于藏传佛教宁玛派敏珠林寺，是伏藏大师德达林巴尊者与其明妃彭措华珍的女儿。相传，门觉华珍为益西措嘉空行母的真实化身。门觉华珍和她的五个兄弟姐妹都在敏珠林长大。
门觉华珍在16岁之前就完成了包括气脉明点在内的诸多闭关。13岁时，门觉华珍从父亲处接受广泛教授，并完成了多种修持。14岁时，她从叔叔洛钦·达摩室利尊者处接受图杰千波德谢昆度的完整传承，完成了气脉明点的修行。门觉华珍还曾从嘎陀仁增萨准晋美申彭旺波、申彦邬金拉腾、索通图多南嘉、多金昆嘉洛珠和洛彭索南洛珠嘉参等处接受教法训导。兼修了旧译派和新译派的各种教法。
1714年，门觉华珍的父亲德达林巴圆寂。1717年，准噶尔汗国击败和硕特汗国占领西藏，准噶尔人是主流的格鲁派的激进支持者，下令禁止宁玛派信仰，敏珠林寺因此遭到毁灭性破坏。此次浩劫中，门觉华珍的叔叔洛钦·达摩室利、长兄佩玛晋美嘉措（Pema Gyurme Gyatso）也其他一样宁玛派人物一样被逮捕并在拉萨被处决，她二哥仁千南甲（Rinchen Namgyel）逃亡康区。门觉华珍则逃到锡金，随后她母亲和妹妹也来到锡金。门觉华珍她们在锡金得到了曾在敏珠林寺求学的当地喇嘛察贡帕渥吉美多杰（Traktung Pawo Jigme Dorje）的款待，门觉华珍与他进行了教法交流。其后，门觉华珍的妹妹嫁给了锡金国王居冕南嘉，居冕南嘉也成为门觉华珍的信徒。门觉华珍在锡金当地居住并且传授教法两年时间，并在锡金创建贝玛杨泽寺。据说在此期间，门觉华珍曾向包括锡金王室成员在内的数以千计的群众公开地讲经说法。
准噶尔部兵败逃出卫藏后的1720年至1721年间，20岁的门觉华珍离开锡金，返回西藏重建被毁的敏珠林寺。敏珠林寺的重建随着仁千南甲和其他僧众归来大幅加快。但根据门觉华珍传记记载，她在寺院重建之初的重要地位被未提及名字的寺院领导们曾视为一种威胁，于是仁千南甲返回敏珠林寺后，她被送到工布待了一年。后来，门觉华珍被召到拉萨，与当时主持藏內政務并资助她的颇罗鼐会面。颇罗鼐一生都非常支持门觉华珍的传法活动，他还曾安排门觉华珍朝见第七世达赖喇嘛，达赖喇嘛为她赐名“喜饶卓玛”（意为智慧的白度母）。门觉华珍从拉萨返回敏珠林后，开始了一段传法的生涯，期间还曾穿插有静修和朝圣。颇罗鼐去世后，他的女儿继续资助门觉华珍，门觉华珍也曾受到其他贵族的供养。
再次返回敏珠林后，门觉华珍重新投入到敏珠林寺的重建之中，并曾向数以千计的门徒弘扬教义。门觉华珍在传教时，不分男女老幼，不分出家在家，有时是几百人的团体，有时是个人。在她的弟子中有的是她的侄子，如第四任敏林赤钦贝玛登津、第三任敏林堪千乌金丹增多杰，也包括她父亲以前的很多门徒。到33岁时，门觉华珍为270多位弟子灌顶、口传并诠释德达林巴尊者的“宁提”法门，确保这些珍贵教法得以传承。此外，门觉华珍还在敏珠林寺不远处建造尼姑庵“桑天泽”。门觉华珍在桑天泽修行、传法，并编释许多珍贵的法本。
1769年，门觉华珍圆寂，享年70岁。

## 转世
“睡觉法王”赤钦晋美昆桑旺嘉的女儿杰尊康卓仁波切，以及“法王如意宝”晋美彭措的外甥女门措上师均被认为是门觉华珍的转世。

## 相关
琼波热帕·久美卫色（1715年-？）从1723年左右直到1769年门觉华珍去世一直是她的贴身侍从。在门觉华珍去世十三年后，他为其撰写完成一本200页的传记。

## 备注
1. ↑  可能是姐姐，此处参考资料为英文，仅提及是“her sister”